# Loi d'équilibre
Gaston Jèze a défini la « loi d'équilibre » ou « loi de Jèze » dans son ouvrage Cours de science des finances et de législation financière française. Celle-ci constitue un des principes budgétaires fondamentaux des politiques économiques menées jusqu'à la révolution keynésienne. Avant John Maynard Keynes, tous les gestionnaires des deniers publics s'accordaient sur un point : l'État ne doit pas dépenser plus que ses recettes. Gaston Jèze a exprimé cette règle par la formule suivante : « Il y a des dépenses, il faut les couvrir » (Cours de science des finances et de législation financière française). La politique du deficit spending (déficit actif ou systématique) fut par la suite défendue par Keynes et par Lord Beveridge.